# 東福寺 (渋谷区)
東福寺（とうふくじ）は、東京都渋谷区渋谷三丁目5番8号にある、天台宗の寺院。山号は渋谷山（しぶやさん）。

## 沿革
- 1046年（永承） – 1068年（治暦年間）武蔵の豪族・河崎基家、谷盛庄渋谷郷（現在地）に八幡宮を勧請。別当寺・親王院を建立。
- 1070年（延久2年） – 円鎮生れる。
- 1091年（寛治5年） – 源義家、金王八幡社を修理す。
- 1092年（寛治6年） – 義家、平将門の乱のとき源経基が宿泊した宿所を一寺とし親王院と称す。
- 1141年（永治元年） – 渋谷重家、子のなきを憂い八幡宮へ祈願し、8月15日、金王丸生まる。
- 1156年（保元元年） – 保元の乱、渋谷金王丸、源義朝の先陣にて戦功をあぐ。金王丸の守護仏・観音菩薩が軍卒に化現し守護し給うという。
- 1173年（承安3年）5月15日 – 円鎮、堂宇を整う。よって円鎮を当寺開山とす。
- 1181年（養和元年） – 開山・円鎮示寂す（111歳）。
- 1191年（建久2年） – 頼朝、金王八幡宮を建立。鶴谷山と名付く[1]。
- 1202年（建仁2年） – 渋谷高重、住持円證に帰依し新たに伽藍を建立。渋谷山常照院円證寺と改む。
- 1500年（明応9年） – 村岡五郎左衛門重義が『金王八幡神社社記』を記す。
- 1524年（大永4年） – 北条、上杉の合戦により、当寺及び八幡社焼失。
- 1615年（元和元年） – 大坂夏の陣。10月、青山忠俊八幡社・当寺を造営。
- 1690年（元禄3年） – 東福寺より作事願いが提出され、社殿・堂宇建立。
- 1704年（宝永元年） – 第三十七世・慧順によって梵鐘が鋳造され、鐘楼堂建立され寺要整う。
- 1746年（延享3年） – 東福寺門前（表間口30間3尺）町奉行支配となる。俗に金王門前とよぶ。
- 1751年-1763年（宝暦年間） – 信州上田藩主・松平伊賀守忠順、八幡社、当寺の社殿、堂宇を修復する。
- 1769年（明和6年）6月 – 八幡社に初めて冠木門（かぶきもん）を新築する。
- 1801年（享和元年）6月 – 丹波篠山城主・青山忠裕が金150両を寄附して八幡社、当寺を修復する。
- 1804年-1817年（文化年間） – 太白堂門人山奴社中により芭蕉句碑が境内に建立される。
- 1840年（天保11年） – 寺運衰退し、社殿、堂宇の荒廃いちじるしく、第四十五世・舜教、鈴木雅可の助力を得て浄財を集め、八幡社、当寺を修復。
- 1868年（慶応4年） – 江戸幕府の崩壊。
- 1877年（明治10年） – 『寺院明細簿』を提出。宝泉寺住職・渡辺智徳が兼務す。
- 1917年（大正6年）12月17日 – 第五十一世・宗円によって当寺の本堂落慶。
- 1923年（大正12年）9月1日 – 関東大震災。当寺も罹災。直ちに修復す。
- 1945年（昭和20年）3-5月 – 空襲。渋谷区内の寺社のほとんどが壊滅状態に陥るが当寺は無事。
- 1984年（昭和59年）11月27日 – 落慶法要[3]。

## 文化財
梵鐘（区指定有形文化財、昭和51年3月26日指定）
木造薬師如来坐像（区指定有形文化財、平成20年2月28日指定） 
銅造菩薩立像（善光寺式阿弥陀如来脇侍像）（区指定有形文化財、平成20年2月28日指定）
木造不動明王立像（区指定有形文化財、平成26年11月4日指定）

## 歴代略譜
- 開山 円鎮 養和元年2月7日示寂
- 二世 承鎮 文治5年12月1日示寂
- 三世 永鎮 建久6年3月6日示寂
- 四世 永海 正治元年10月25日示寂
- 五世 公謹 承元3年1月16日示寂
- 六世 円證 建保6年8月9日示寂
- 七世 光珍 建保4年10月7日示寂
- 八世 覚弁 元仁元年2月13日示寂
- 九世 忠弁 仁治3年9月29日示寂
- 十世 忠海 仁治3年4月3日示寂
- 十一世 邦恵 康元元年11月8日示寂
- 十二世 恵城 文永9年8月27日示寂
- 十三世 恵運 弘安10年5月11日示寂
- 十四世 良運 弘安5年7月3日示寂
- 十五世 良源 永仁2年2月20日示寂
- 十六世 智隆 正和3年6月12日示寂
- 十七世 智慶 正和元年4月26日示寂
- 十八世 学慶 正中2年10月17日示寂
- 十九世 公順 元弘元年12月26日示寂
- 二十世 能證 康永3年1月23日示寂
- 二十一世 季澄 貞和4年3月15日示寂
- 二十二世 尊緑 於信州逝去
- 二十三世 禅隆 長禄2年1月28日示寂
- 二十四世 甲見 未知死所
- 二十五世 栄山 未知死所
- 二十六世 蓮心 未知死所
- 二十七世 観政 天正10年10月於信州逝去
- 二十八世 眞成 未知死所
- 二十九世 秀円 慶長15年8月21日示寂
- 三十世 慶順 寛永18年9月18日示寂
- 三十一世 尊慶 天和元年6月2日示寂
- 三十二世 尊忠 天和3年11月5日示寂
- 三十三世 円雄 延宝4年3月15日示寂
- 三十四世 晋海 貞享4年4月29日示寂
- 三十五世 順海 貞享2年12月10日示寂
- 三十六世 寛光 元禄5年9月6日示寂
- 三十七世 慧順 宝永3年5月8日示寂
- 三十八世 栄範 享保17年8月3日示寂
- 三十九世 栄傳 安永2年1月10日示寂
- 四十世 栄珠 寛政元年6月14日示寂
- 四十一世 義龍 文化6年11月27日示寂
- 四十二世 栄州 文化4年示寂
- 四十三世 賢道 未知死所
- 四十四世 観典 文化10年10月26日示寂
- 四十五世 舜教 未知死所
- 四十六世 栄癒 未知死所
- 四十七世 祐眞 弘化4年2月25日示寂
- 四十八世 静祐 未知死所
- 四十九世 舜栄 慶応2年6月10日示寂
- 五十世 亮光 品川常行寺にて逝去
- 五十一世 宗円 正和3年8月8日示寂
- 五十二世 宗諦 正和35年1月9日示寂
- 五十三世 宗純

## 交通
- JR山手線、JR湘南新宿ライン – 渋谷駅より徒歩10分
- 京王井の頭線 – 渋谷駅より徒歩12分
- 東横線、田園都市線 – 渋谷駅より徒歩8分
- 東京メトロ銀座線 – 渋谷駅より徒歩10分、東京メトロ半蔵門線、東京メトロ副都心線 – 渋谷駅より徒歩8分

## ギャラリー
- 公道から山門（2015年5月撮影）
- 参道から鐘楼堂と本堂（2015年5月撮影）
- 参道から左手は鐘楼堂（2015年5月撮影）
- 鐘楼堂（2015年5月撮影）
- 梵鐘（2015年5月撮影）
- 参道から本堂（2015年5月撮影）
- 本堂（2015年5月撮影）
- 合掌地蔵尊（2015年5月撮影）
- 歴代住職の墓（2015年5月撮影）
- 本堂の扁額「渋谷山」（2015年5月撮影）
- 栄範・栄傳地蔵（2015年5月撮影）
- 参道から山門へ（2015年5月撮影）